# Окунин
Окуни́н — село в Україні, у Луківській селищній громаді Ковельського району Волинської області. Населення становить 166 осіб.

## Географія
Село розташоване на правому березі річки Вижівки.

## Історія
У 1906 році село Мацеївської волості Ковельського повіту Волинської губернії. Відстань від повітового міста 26 верст, від волості 3. Дворів 62, мешканців 409.
Після ліквідації Турійського району 19 липня 2020 року село увійшло до Ковельського району.

## Населення
Згідно з переписом УРСР 1989 року чисельність наявного населення села становила 178 осіб, з яких 84 чоловіки та 94 жінки.
За переписом населення України 2001 року в селі мешкало 166 осіб.

### Мова
Розподіл населення за рідною мовою за даними перепису 2001 року:
| Мова       | Відсоток |
| ---------- | -------- |
| українська | 96,99 %  |
| російська  | 3,01 %   |

## Персоналії
- Радчук Федір Іванович (1902—1986) — актор театру «Березіль».